# Sparta MA - MC 50

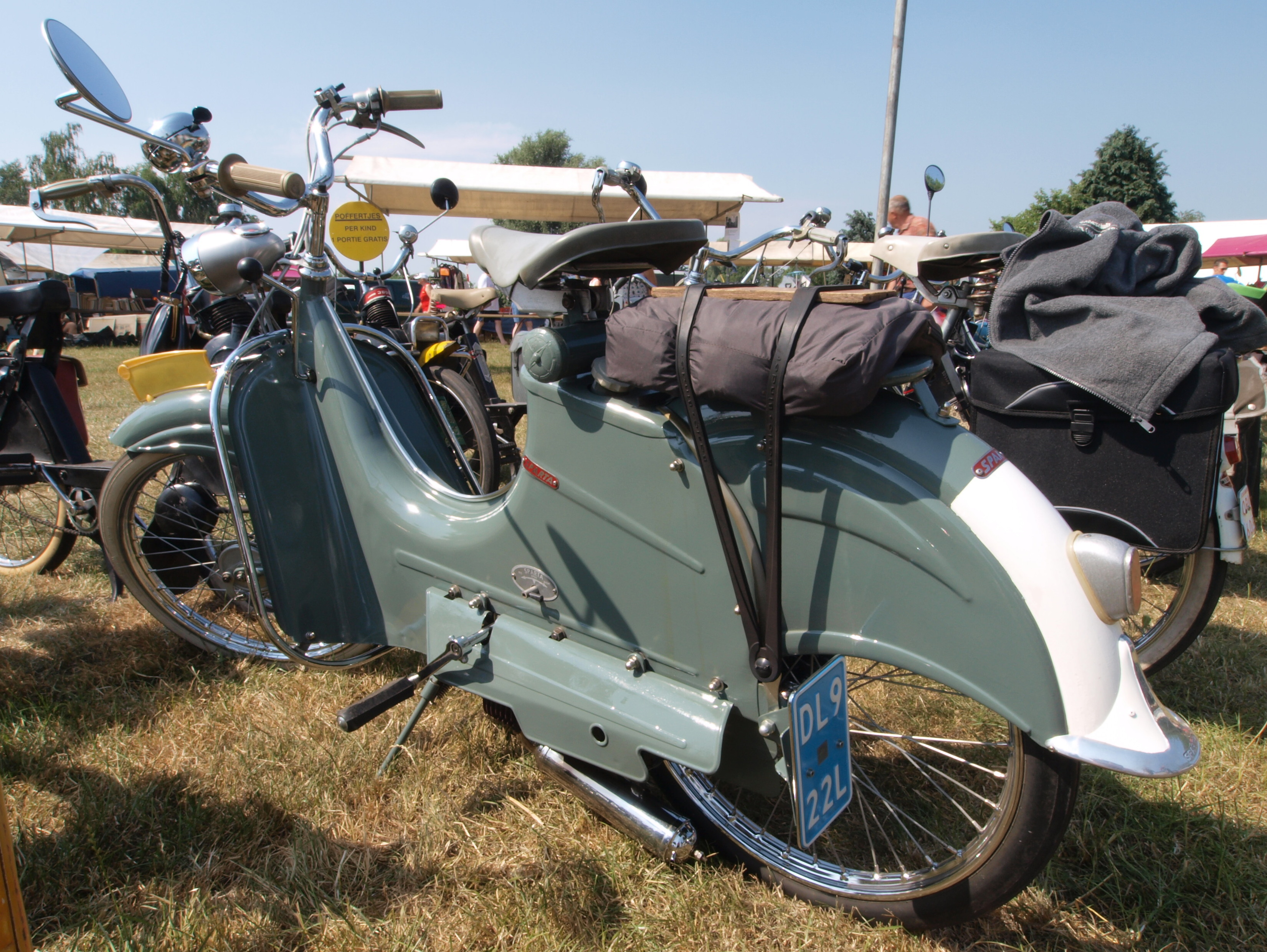

De Sparta MA 50, MB 50 en MC 50 waren drie opvolgende bromfietsen in een modelserie van de Nederlandse fabrikant Sparta. Ze werden tussen 1958 en 1962 geproduceerd en verschilden onderling nauwelijks. Ze stonden ook wel bekend met de bijnaam verpleegstersbrommer naar een voorname groep van gebruikers.
De eerste versie, de MA 50, verscheen in 1958 op de markt. Ze was gebaseerd op een tussen 1953 en 1956 gebouwde motorfiets in scootermodel van Sparta maar kreeg onder andere een beplating voor het motorblokje. De Pluvier tweetakt krachtbron van de MA 50 produceerde 1pk en dreef via een rol het achterwiel aan. Het voorwiel was voorzien van schommelvering. Het frame bestond uit geperst en aaneengelast plaatwerk uit eigen huis. Bij de MB 50 volgde onder meer een wijziging van de motorlichter en het achterspatbord. De in 1962 uitgebrachte MC 50 kreeg aanpassingen in de verlichting.